# Matthew Boulton (acteur)
Pour les articles homonymes, voir Boulton et Matthew Boulton.
Matthew Boulton est un acteur britannique né le 20 janvier 1893 à Lincoln, dans le Lincolnshire (Angleterre), et mort le 10 février 1962 à Los Angeles, en Californie (États-Unis).

## Filmographie partielle
- 1936 : Agent secret (Sabotage), d'Alfred Hitchcock : Le super-intendant Talbot
- 1937 : La Force des ténèbres (Night Must Fall), de Richard Thorpe : Inspecteur Belsize
- 1937 : La Treizième Chaise (The Thirteenth Chair) de George B. Seitz : Commissaire  Grimshaw
- 1937 : L'Espionne de Castille (The Firefly) de Robert Z. Leonard : Wellington
- 1938 : Barreaux blancs (Lord Jeff), de Sam Wood : Inspecteur Scott
- 1938 : Un conte de Noël (A Christmas Carol) d'Edwin L. Marin
- 1940 : Phantom Raiders, de Jacques Tourneur : John Ramsell Sr
- 1940 : Mystery Sea Raider d'Edward Dmytryk
- 1941 : La Proie du mort (Rage in Heaven), de W. S. Van Dyke : M. Ramsbotham
- 1941 : L'aventure commence à Bombay (They met in Bombay), de Clarence Brown : L'inspecteur Cressney
- 1942 : Counter-Espionage d'Edward Dmytryk
- 1943 : Rencontre à Londres (Two Tickets to London), d'Edwin L. Marin : Brighton
- 1944 : Les Cuistots de Sa Majesté (Nothing But Trouble), de Sam Taylor : Prince Prentiloff
- 1945 : La Femme en vert (The Woman in Green), de Roy William Neill : Gregson
- 1948 : Vous qui avez vingt ans (Enchantment) d'Irving Reis : Un membre de la défense civile
- 1948 : The Woman in White de Peter Godfrey
- 1949 : Tarzan et les Sirènes (Tarzan and the Mermaids), de Robert Florey : Le Gouverneur
- 1949 : Le Jardin secret (The Secret Garden), de Fred M. Wilcox : M. Bromley
- 1951 : The Racket de John Cromwell